# Obraz wotywny Władysława II Jagiellończyka i jego dzieci Anny i Ludwika
Obraz wotywny Władysława II Jagiellończyka i jego dzieci Anny i Ludwika – dzieło namalowane w 1515 roku przez Bernharda Strigela. Znajduje się w zbiorach Szépművészeti Múzeum w węgierskim Budapeszcie.
Obraz przedstawia świętego Władysława, który modli się i poprzez wymowny gest poleca Władysława II Jagiellończyka oraz jego potomstwo opiece Matce Boskiej, która wraz z Dzieciątkiem objawia się na niebiosach jako apokaliptyczna Regina Coeli. Otoczona jest złocistą, promienistą aureolą wyłaniającą się z ciężkich, mrocznych chmur przysłaniających lazurowy firmament nieba. Poniżej rozległy pejzaż z warownym zamkiem wznoszącym się na wzgórzu. Dzieciątko Jezus wymownym gestem udziela błogosławieństwa patronowi Węgier oraz królewskiej rodzinie. Prócz wspomnianego Władysława II modli się dwójka dzieci Anna Jagiellonka oraz Ludwik II Jagiellończyk. Na obrazie nie jest obecna żona monarchy Anna de Foix. U stóp króla Władysława ukazane w ukłonie heraldycznym godła Królestwa Polskiego oraz Królestwa Węgier, Królestwa Czech i księstwa Dalmacji. Sceneria rozgrywa się w mrocznym pomieszczeniu, gdzie widać pod ciemnoczerwonym baldachimem pusty tron, utrzymany w podobnych tonacjach, które kontrastują z intensywnymi tonacjami czerwieni i bieli kostiumów oraz jasnych barw karnacji i złocisto-rudawych odcieni fryzur dzieci. Nieco ciemniejszą karnację ma młody czesko-węgierskiego, zaś odzwierciedlająca podeszły wiek twarz patrona Węgier  charakteryzuje się silnie wyeksponowanymi cechami fizjonomicznymi. Gamę barwną obrazu wzbogacają purpury szat króla Władysława oraz skontrastowane czerwienie płaszcza i zielenie szat św. Władysława. Gra przeciwstawnych kolorów znajduje się również w prawej części kompozycji, prócz wspomnianych dysonansów barwnych nieba i krajobrazu, kontrasty tworzą ciemne błękity szat i ciemne brązy długich, lekko falujących włosów Marii z kolorami karnacji młodej twarzy Marki Boskiej i ciała Dzieciątka.   
Jest to przedstawienie o charakterze wotywnym. Interpretację utrudnia brak czytelnej inskrypcji na banderoli umieszczonej w dolnej partii trzonu halabardy, którą podtrzymuje święty Władysław. Charakterystyczną cechą dzieła jest przeciwstawienie sakralnego portretu identyfikacyjnego z wizerunkiem idealnego monarchy. Obie tendencje obrazowania władcy preferowane były częstokroć w średniowieczu. Badacze dostrzegają w obliczu ukoronowanego świętego Władysława rysy Władysława II, podczas gdy sam monarcha, został przez Strigla przedstawiony jako młodzieniec, co sprzeczne jest w kontekście czasu namalowania dzieła, na rok około 1515, kiedy to Jagiellończyk miał 59 lat. Obraz w pewnym sensie odnosi się do intensywnych relacji politycznych Jagiellonów oraz Habsburgów, których jedną z kluczowych kwestii była sukcesja tych drugich w wypadku śmierci męskiego potomka z dynastii jagiellońskiej. W 1515 roku w Wiedniu cesarz Maksymilian I Habsburg adoptował syna Władysława II Ludwika, a w 1517 roku zaaranżowano małżeństwa Anny Jagiellonki z wnukiem cesarza, Ferdynandem Habsburgiem oraz Ludwika Jagiellończyka z wnuczką Maksymiliana, Marią.
Oprócz m.in. Albrechta Dürera i Albrechta Altdorfera, na dworze cesarza Maksymiliana I działał pochodzący z Memmingen Bernhard Striegel, który namalował obraz wotywny Władysława II w Wiedniu. Innym dziełem Striegla odzwierciedlającym politykę Habsburgów wobec Jagiellonów jest Portret cesarza Maksymiliana i jego rodziny znajdujący się w wiedeńskim Kunsthistorisches Museum, datowany na koniec drugiej dekady XVI wieku. Prócz idealizującego wizerunku cesarza na obrazie widnieją jego żona Maria Burgundzka, syn Filip I Piękny, wnuki Ferdynand I i Karol V, a ponadto Ludwik II Jagiellończyk.